# Ахмедабад
Ахмѐдабад (или Ахмадабад, на гуджаратски: અમદાવાદ, Amdāvād; на хинди: अहमदाबाद, Ahmadābād) е най-големият град в провинция Гуджарат и седмата по големина градска агломерация в Индия с население от 6 357 693 души (2011).

## История
Градът е бил столица на щата Гуджарат от 1960 до 1970 г., след това столицата е преместена в Гандинагар. Понякога градът е наричан Карнавати, на името на древен град, който е съществувал на същото място; в съседните области е наричан Амдавад, а населението се нарича амдавади.

## География
Градът е разположен на бреговете на река Сабармати, той е административен център на окръг Ахмедабад.

## Население
Резултатите от преброяването през 2014 г. показват, че населението на метрополиса Ахмедабад е 7 250 000 души, от тях около 8% са мюсюлмани.

## Известни личности
Родени в Ахмедабад
- Гаутам Адани (р. 1962), бизнесмен
- Карън Сучак (р. 1986), актьор